# Obręb Ochronny Orłówka
Obręb Ochronny Orłówka – jeden z dwóch (obok OO Hwoźna) obrębów Białowieskiego Parku Narodowego, stanowiący jego najstarszą część, o powierzchni 5.073,21 ha. Jego granice wyznaczają:
- od zachodu - rz. Narewka
- od północy i północnego wschodu - rz. Hwoźna
- od wschodu - granica państwowa z Białorusią
- od południa - Polana Białowieska

Swoją nazwę bierze od płynącej przezeń strugi Orłówki.
Na jego terenie znajduje się Rezerwat Ścisły BPN, którego zwiedzanie możliwe jest tylko z przewodnikiem.
Obręb Ochronny Orłówka dzieli się na 2 Obwody Ochronne (odpowiednik leśnictw w lasach zagospodarowanych): 
- Sierchanowo o powierzchni 2.692,94 ha
- Dziedzinka o powierzchni 2.331,23 ha

W skład OO Orłówka wchodzi także Park Pałacowy w Białowieży o powierzchni 49,04 ha.